# 鉀離子
钾离子（K+）是金屬元素钾的阳离子。

## 鉀離子
钾是人类营养中的一种必要宏量元素還是橘色的，也是动物细胞中主要的阳离子，同时在体液及电解质平衡上非常的重要。大量血浆（约每天180升）在肾脏的肾小球处过滤。因此一天约会过滤60200毫克的钠与33000毫克的钾。1000-10000毫克的钠及1000-4000毫克的钾需要在每天的饮食内被人体吸收。钠用以保持血液总体积及渗透压的恒定，而吸收钾以维持其于血清中的浓度（约每公升190毫克）。为维持钠含量，钠帮浦需要时常运作，钾有时也需要被保存，但因为血液中钾的含量非常少，且细胞中的钾常成枯竭状态，这种状况对钾来说并不是那么的重要。尿液在到达集尿管以前钾会被分泌两次并且被再吸收三次。从这点看来钾浓度在血清中一般是一样的。若钾元素从饮食中被排除，肾脏中的钾离子每天还是会有最小基本分泌量，约200毫克，而且绝不会被完全中断。正因为并不会完全被中断，若全身的钾下降到约平常的一半将会造成死亡。在这过程的最后如血清浓度太高，钾会被再一次分泌。

## 鉀離子體內平衡
鉀離子在日常飲食中以多種型態出現如：胺基酸鉀、葡萄糖酸鉀、檸檬酸鉀和醋酸鉀。鉀離子不只可以間接控制體內的水平衡，也是神經脈衝和肌肉收縮中不可或缺的離子。除此之外鉀離子在人體之中另一項重要的功能是糖類（carbohydrate）的儲存。
根據專家的建議，人一天最好攝取4到6公克的鉀以避免鉀離子不足。人體內的鉀離子平衡通常由腎臟來調控，過多的鉀離子則以尿液型式排出體外，但若體內的鉀離子過多來不及排出則會造成嚴重的肌肉癱瘓以及心律不整。
鉀離子的不足或過量都會造成疾病，常見的有高血鉀以及低血鉀。一般來說鉀離子的平衡是由鉀離子主動運輸幫浦達成，且有兩種以上的荷爾蒙訊號影響；
1. 胰島素和腎上腺激素性兒茶酚胺（adrenergic catecholamines）可增加細胞膜上的鈉鉀幫浦對鉀離子的通透性，促使鉀離子由血液進入細胞；胰島素則有回饋的作用，即高血鉀會刺激胰島素分泌但低血鉀則有抑制作用。
2. 甲狀腺荷爾蒙會刺激鈉鉀幫浦的合成使血液中的鉀離子進入細胞，故甲狀腺功能亢進的患者可能發生低血鉀症。
3. 醛固酮（aldosterone）可藉由影響腎臟對鉀離子的分泌來調控體內的鉀離子儲存量。

## 腎臟對鉀離子的調控
對於一般人來說，80-90%鉀離子流失的途徑主要是經由腎臟產生尿液而排泄，而只有少部份（10-20%）是經由糞便排出。因此腎臟對於鉀離子的調控作用極為重要，以維持鉀離子濃度在正常範圍內。然而腎臟排泄鉀離子過程大致分為三個階段：
1. 腎小球的過濾作用。
2. 近曲小管再吸收已過濾鉀離子的90-95%。
3. 隨著攝入鉀離子的數量變化，遠曲小管和集尿管在醛固酮作用下改變鉀的分泌而維持平衡。

此外，由上述的介紹，我們可以知道腎臟對鉀離子的分泌也可以受到醛固酮的影響，進而調控體內的鉀離子儲存量。因此，我們必須對於醛固酮有以下的了解：
1. 甚麼是醛固酮：醛固酮是由腎上腺皮質層最外層所分泌的激素，而膽固醇為其原料，因此屬於脂類物質。
2. 醛固酮的作用：醛固酮可以維持人體血液中鉀離子和鈉離子的平衡。當血鉀含量過高或血鈉含量過低時，會刺激腎上腺使得醛固酮分泌量增加。而當醛固酮進入腎細胞後，會與細胞質中的醛固酮受體蛋白結合，然後再以這個複合物進入細胞核的染色質上，轉錄再轉譯出一個稱為醛固酮誘導蛋白的特殊蛋白。它可以對鈉泵起作用，進而促進腎小管、集尿管對鈉離子的再吸收作用和鉀離子的分泌作用，來維持血鉀和血鈉含量的平衡。相反的，若血鉀含量降低或血鈉含量升高時，醛固酮的分泌就會減少，然後再以相對的作用維持平衡。
3. 醛固酮分泌異常：
  - 分泌過多：醛固酮分泌過多，會使人體從尿液中大量排泄鉀、鎂等離子，但對於鈉離子的排出反而減少，造成了血鉀降低、血鈉升高的現象。此時，體內水分和血漿的容量也會隨著增加，使得血壓升高形成高血壓。而常見的症狀如下：（1）肌肉感到無力而經常無緣無故跌倒；嚴重的話會導致肌肉癱瘓。（2）心肌功能改變而發生心律紊亂。（3）腎臟方面，容易引起腎小管的變質或壞死，導致腎小管功能紊亂，而使得尿的濃縮功能不佳，所以多數病人有頻尿的現象，特別是夜間不僅次數增多，尿量也會增加。
  - 分泌過少：如果醛固酮分泌過少，會引起鈉和水排出過多，造成血鈉減少、血鉀升高，進而有低血壓、低血糖的現象，會產生食欲不振、肌力低下、易疲勞、體重減輕等症狀。

## 鉀離子失調的症狀
由上列敘述可知，常見的症狀為低血鉀及高血鉀。以下分別將這兩種症狀作詳細的介紹。

### 低血鉀
1. 現象：低血鉀為常見的電解質異常，成年人人體鉀離子總量約為3500meq，血漿中約3.5-4.8meq/L，細胞內含量150meq/L。體内細胞內外的鉀離子是依賴鈉-鉀幫浦及ATPase來維持細胞內外的濃度差而以保持神經傳導中的靜止膜電位 ，也因此與心臟節律有很大的影響。
2. 按照血清中鉀離子的濃度大略分為：
  - 輕度低血鉀症（血清鉀濃度介於3.0至3.5 meq/L）：沒有特別的症狀，不易被注意、察覺。
  - 中度低血鉀症（血清鉀濃度介於2.5至3.0 meq/L）：症狀像是感到疲倦及有便秘等。
  - 重度低血鉀症（血清鉀濃度小於2.5meq/L）：肌肉壞死，神經肌肉麻痹，呼吸痺衰竭等威脅生命的症狀。
3. 常見造成的原因：
  - 藥物的副作用，改變鉀的吸收，或造成大量排瀉。
  - 攝取減少、流失過多，如運動員長期大量流汗，病人有嘔吐症狀等。
  - 鉀離子突然自細胞外轉入細胞內。
  - 甲狀腺亢進的低血鉀症。
4. 造成的影響：
  - 在心血管系統：出現低血壓、脈搏微弱、心肌損傷、停止心跳。
  - 在中樞神經系統：感覺倦怠、嗜睡、混淆不清、感覺異常、昏迷。
  - 在消化系統：出現厭食、噁心、嘔吐、腸蠕動變差、便秘、腸阻塞。
  - 在泌尿系統：腎再吸收、濃縮能力降低、尿液稀釋、多尿、劇渴。
  - 在肌肉系統：無力、遲緩性麻痺、呼吸停止等情形。
5. 診斷方式：低血鉀症通常為測量血清中鉀離子濃度而發現，很少為病發後才被為發現，血清中鉀離子的濃度若有降低則代表生理中鉀的恆定遭到破壞。抽血檢驗時，因白血球在室溫下會攝取鉀離子，白血球計數太高的檢體（如白血病患者）在室溫下存放過久其鉀離子會降低，因此臨床實驗室收到檢體時需立即分離血清。

### 高血鉀
1. 現象：血漿中鉀離子濃度大於5.5meq/L時就被稱為為高血鉀。
2. 常見造成的原因：
  - 腎臟衰竭，則維持平常的攝取量就可能引起
  - 腎的排出減少
  - 細胞遭破壞（例如燒燙傷）鉀離子由細胞內轉移至細胞外液
  - 使用誘發高鉀血症的藥物
3. 造成的影響：
  - 在心血管系統：血壓降低、心律不整、心電圖改變、心室纖維顫動、心跳停止。
  - 在神經肌肉系統：早期會有肌肉震顫、抽筋、感覺異常等，到晚期則會有肌肉無力、弛緩性麻痺、呼吸停止。
  - 在消化系統：噁心、嘔吐、腸蠕動增加、腹瀉、腹絞痛等。
  - 在泌尿系統：少尿、甚至無尿等。
4. 診斷方式：
  - 測量血清中鉀離子的濃度，大於5.5meq/L即為高血鉀症。
  - EKG變化：一般會有尖峰狀T波（K+＞6.0mEq/l）；QRS和P波變寬（K+＞7mEq/l）
  - 心室纖維顫動（K+＞8 mEq/l）等現象。

## 生物上的應用
鉀離子對於植物的營養很重要，大部份存在於土壤中。最主要在農業、園藝、水耕上用來當作肥料的有氯化鉀（KCl）、硫酸鉀（K2SO4）與硝酸鉀（KNO3）。在動物中則是利用鈉鉀幫浦來維持細胞生命。

## 食物上的應用
氯化鉀通常被高血壓病人用來代替鹽，減少钠的攝入。芹菜汁中有豐富的鉀，為鉀很好的食物來源。美國農業部將番茄泥、柳橙汁、甜菜、白豆、香蕉、杏仁等含鉀離子的食物來源列出。

酒石酸鉀鈉（KNaC4H4O6）為泡打粉中主要的組成分。溴酸鉀（KBrO3）為強氧化劑，用來作為麵粉處理劑，不僅可以使麵包更白，而且它可以使麵  包更鬆更漂亮。由於能有效降低成本，許多麵粉企業都使用溴酸鉀。

亞硫酸鉀（KHSO3）用來幫助食物的防腐，像是在酒和啤酒的製造，但不用於肉類。也用於漂白紡織品。